# Салов, Владимир Семёнович
Владимир Семёнович Салов — советский военный деятель, вице-адмирал.

## Биография
Родился в 1924 году в Магдагачах. Член КПСС.
С 1941 года — на хозяйственной, общественной и политической работе. Участник Великой Отечественной войны, первый командир атомной подводной лодки К-5, заместитель командира дивизии атомных подводных лодок Тихоокеанского флота, в 1962–1966 годах — первый командир 45-й дивизии подводных лодок (Камчатка), слушатель Военной академии Генерального штаба ВС РФ, старший инспектор по атомным подводным лодкам Главной инспекции Министерства обороны СССР, начальник 21-й государственного Центрального морского полигона (ГЦМП) в Северодвинске, заместитель начальника управления Министерства геологии по глубоководным делам, председатель совета ветеранов района Раменки ЗАО г. Москвы. С 2010 года в отставке.
Делегат XXIII съезда КПСС.
Умер в Москве в 2018 году.